# Motoristé sobě
Motoristé sobě (zkratka AUTO; do roku 2018 Referendum o Evropské unii, v letech 2018 až 2022 Strana nezávislosti České republiky) je česká pravicově populistická politická strana. Různé zdroje uvádějí politickou pozici od pravice až po krajní pravici.
Původně vznikla jako politické hnutí s názvem Referendum o Evropské unii, které, jak napovídal jeho název, usilovalo o přijetí ústavního zákona o referendu k setrvání či vystoupení z Evropské unie. Prvními členy tohoto hnutí byli od dubna 2017 František Matějka (předseda), Pavel Chleborád a Richard Hartmann. V únoru 2018 bylo hnutí přejmenováno na Stranu nezávislosti ČR. V květnu 2022 SNČR po dohodě s dosavadním vedením převzal Petr Macinka, který pomocí změny stanov přejmenoval SNČR kvůli volbám do Zastupitelstva hlavního města Prahy v roce 2022 na Motoristé sobě.

## Historie

### Referendum o Evropské unii
Vznik politického hnutí Referendum o Evropské unii inicioval jeho předseda František Matějka, bývalý místopředseda Strany svobodných občanů, když prostřednictvím svého internetového newsletteru veřejnost s tímto záměrem seznámil. Během několikadenního sběru podpisů pod petici podporující založení tohoto politického hnutí získal přes 1500 podpisů.
Koncem srpna 2017 hnutí obdrželo desetimilionový dar od podnikatele Jiřího Mately. Částku převyšující 3 miliony Kč od jednoho dárce však muselo podle zákona nejpozději do 1. dubna následujícího roku vrátit. Takto vysoký dar byl jedním z nejvyšších příspěvků politickému subjektu v posledních letech.

#### Volby do Poslanecké sněmovny Parlamentu České republiky 2017
Hnutí ve volbách prosazovalo:
- přijetí ústavního zákona o referendu k setrvání či vystoupení České republiky z Evropské unie,
- odpovědnost volených zástupců v národním parlamentu výhradně voličům a občanům České republiky jako základu demokratické a svobodné společnosti,
- právo na svobodu projevu, sdružování, přístup k informacím a ochranu soukromého vlastnictví a svobodného nakládání s ním,
- rovnost postavení před zákonem bez rozdílu náboženského vyznání, rasy, původu či pohlaví a presumpci neviny v trestním i správním řízení,
- ochranu práv občanů garantovaných Ústavou ČR, Listinou lidských práv a svobod i přirozenými právy.

První veřejnou propagaci hnutí zajišťoval v polovině května 2017 mobilní videobillboard. Začátkem června 2017 hnutí spustilo billboardovou kampaň.
Hnutí se zúčastnilo voleb do Poslanecké sněmovny Parlamentu ČR v roce 2017. Kandidovalo ve všech krajích a občanům České republiky otevřeně nabídlo účast na svých kandidátních listinách. Ve volbách obdrželo 4 276 hlasů (0,08 %) a nezískalo žádný mandát.

### Strana nezávislosti České republiky
V únoru 2018 se hnutí přejmenovalo na Stranu nezávislosti České republiky.

#### Volby do Evropského parlamentu v Česku 2019
SNČR se zúčastnila voleb do Evropského parlamentu. Lídrem kandidátky byl František Matějka. SNČR obdržela 9 676 hlasů (0,40 %) a nezískala tak žádný mandát.
22. května 2020 František Matějka rezignoval na funkci předsedy SNČR a členství v předsednictvu. Uvedl, že se nadále bude věnovat spolkové činnosti v Centru nezávislosti České republiky, především projektu Národního střeleckého centra.
Ve volbách do Poslanecké sněmovny Parlamentu České republiky v roce 2021 SNČR podporovala kandidátku hnutí Trikolora Svobodní Soukromníci.

### Motoristé sobě
V květnu 2022 se předsedou strany stal manažer Institutu Václava Klause Petr Macinka, který přesvědčil vedení Strany nezávislosti ČR, aby upustilo od svého záměru poslat SNČR do likvidace a umožnili mu pod jejím IČO realizovat projekt pro pražské komunální volby. Po zvolení Macinky předsedou všichni dosavadní členové odstoupili a souhlasili s tím, že dojde k transformaci SNČR ve zcela nový subjekt. Macinka popsal podrobně způsob převzetí SNČR v rozsáhlém rozhovoru na YouTube kanále VOX TV, který s ním vedl Filip Turek.
V červnu 2022 se strana pomocí změny stanov přejmenovala na Motoristé sobě (s oficiální zkratkou AUTO). Neúspěšně kandidovala ve volbách do Zastupitelstva hlavního města Prahy v roce 2022. Vymezovala se proti tehdejší pražské radě, kterou označovala za „cyklofanatiky“,[zdroj?] proti aktivistům blokujícím dopravní komunikace, a namísto budování cyklostezek nabízela levnější MHD a metro zdarma.

#### Volby do Evropského parlamentu 2024
Strana původně jednala o společné kandidátce se Svobodnými, ovšem v lednu 2024 bylo oznámeno, že se Motoristé sobě zúčastní voleb do Evropského parlamentu v roce 2024 společně s hnutím Přísaha. Lídrem společné kandidátky byl bývalý automobilový závodník, obchodník a komentátor Filip Turek, který kandidoval za Přísahu. 
V červnu roku 2024 během vrcholící kampaně do Evropského parlamentu byla předmětem debaty jeho možná náklonnost k nacistické ideologii. V minulosti například jezdil ve svém voze v helmě se starořeckým symbolem (tzv. meandrem), znakem později rozpuštěné ultrapravicové strany Zlatý úsvit. Michal Berg (spolupředseda Zelených) rovněž na svém blogu uvedl, že Turek Zlatý úsvit na sociálních sítích také propagoval, což podpořil screenshotem Turkova facebookového příspěvku z roku 2016. Objevily se Turkovy fotografie jízdy vozem se zdviženou pravicí, připomínající nacistický pozdrav. V televizní diskuzi uvedl, že vlastní různé sběratelské předměty, mezi nimi některé s nacistickými symboly, mimo jiné má prý také SS dýku po otci. Zveřejněnými snímky se začala zabývat policie. Byly také zveřejněny snímky jeho facebookových komentářů mezi lety 2013 až 2018, v nichž Adolfa Hitlera nazývá zlatým tatíčkem, nebo píše, že vždy tankuje 88 litrů pohonných hmot. Róbert Šlachta, předseda Přísahy, formálně Turkův politický šéf v kampani do EU parlamentu, hajlování odbyl (jen „zvedal tlapku“). Strana se v těchto volbách vymezovala proti zákazu spalovacích motorů, proti přijetí eura, proti zrušení práva veta v EU.
Koalice získala 10,26 % hlasů. Preferenčních hlasů pro Filipa Turka bylo 152 196. Koalice získala dva mandáty do Evropského parlamentu. 

#### Volby do Senátu 2024
Společně s ohlášením společné kandidátky do Evropského parlamentu Motoristé též oznámili, že podpoří předsedu Přísahy Roberta Šlachtu v jeho kandidatuře v senátním obvodě č. 56 – Břeclav.

## Politická orientace strany
Motoristé sobě jsou označováni jako pravicově populistická strana. Různé zdroje uvádějí politickou pozici od pravice až po krajní pravici.

## Mládežnická organizace
Krátce po volbách do Evropského parlamentu v roce 2024 založila strana mládežnickou organizaci s názvem Generace Motor, jejímž předsedou se stal zastupitel Vítkovic Matěj Gregor. Tato organizace má mimo jiné v plánu ovlivňovat univerzitní prostředí v Česku.

## Kontroverze
Někteří představitelé Motoristů jsou v médiích spojováni s nacistickými tendencemi, konkrétně Filip Turek například jezdil ve svém voze v helmě se starořeckým symbolem (tzv. meandrem), znakem později rozpuštěné ultrapravicové strany Zlatý úsvit, ale i s insigniemi eskadry Jagdgeschwader 27 nacistické Luftwaffe. Objevily se Turkovy fotografie jízdy vozem se zdviženou pravicí, připomínající nacistický pozdrav. V televizní diskuzi uvedl, že vlastní různé sběratelské předměty, mezi nimi některé s nacistickými symboly, mimo jiné má prý také SS dýku po otci.

### Financování strany
Na začátku dubna 2024, během kampaně do voleb do Evropského parlamentu 2024, strana Motoristé sobě přijala významný dar ve výši 200 tisíc Kč od firmy MI Estate zabývající se obchodem s nemovitostmi, například jejich flipováním. Jednalo se tak o třetí nejvýznamnější dar straně za poslední rok a půl. Firmu MI Estate přitom v tu dobu vedl a spoluvlastnil 45 % podílem Maxim Ponomarenko. Ten byl v minulosti několikrát pravomocně odsouzen za vydírání, podvody právě s nemovitostmi a za nedovolené ozbrojování, ve věznicích strávil více než 5 let. Jeho podvody spočívaly v tom, že lidem v nouzi slíbil půjčku, nechal si podepsat zajišťovací převod na jejich nemovitosti, a ty následně převedl na sebe a slíbené půjčky neposkytl. V současnosti také podniká v mentoringu ohledně flipování nemovitostí, který ročně přijde i na milion Kč. Motoristé sobě je přitom druhá pravicová strana, které Ponomarenko poskytl dar, dva roky předtím zaslal 100 tisíc Kč na účet Trikolory. Předseda Motoristů Petr Macinka k tomu uvedl, že pana Ponomarenka nezná, nemá na něj vazby, je mu „ukradenej,“ svůj dluh společnosti odsezením trestu splatil, a že v té firmě pracuje kamarádka Filipa Turka z dětství, která mu chtěla pomoct.
Další problematické financování představují dary nejvýznamnějšího z dárců pro stranu, kterým je Klub motoristů. Ten poslal straně za rok a půl před evropskými volbami 2024 rovných 800 tisíc. Ředitelem je přitom právě předseda strany Motoristé sobě Petr Macinka. Spolek nemusí ze zákona zveřejňovat původ peněz, čímž Motoristé spolu de facto obchází zákon o financování politických stran a tato část jejich financování tak není transparentní.